# Fričkovce
Fričkovce jsou obec na Slovensku v okrese Bardejov. Žije zde 731 obyvatel, první písemná zmínka pochází z roku 1427. Nachází se zde římskokatolický kostel svatého Martina z Tours, postavený v letech 1821 až 1822, a moderní římskokatolický kostel Panny Marie Růžencové z let 1991 až 1997. Obcí protéká Fričkovský potok.